# 无梁殿镇
无梁殿镇，是中华人民共和国辽宁省锦州市黑山县下辖的一个乡镇级行政单位。

## 行政区划
无梁殿镇下辖以下地区：
大崔屯村、廖屯村、后荒村、卡拉木村、谷屯村、孟屯村、砬子山村、大民屯村、和平村、赖坨子村、张家村、东长岗子村、程家村和无梁殿村。